# 제6차 웨스트민스터 선거구 정기심의
제 6차 웨스트민스터 선거구 정기심의 (Sixth Periodic Review of Westminster constituencies)은 연립 내각이 도입한 선거구의 수와 크기에 관한 수정된 법률을 준수하기 위하여, 영국의 네 구획위원회가 영국 하원의 의회 선거구들을 검토했던 절차이다. 이 과정은 2015년까지 마치기로 되어있었다. 제6차 정기심의는 2013년 선거구 심의 (2013 Review)나 간단하게 구획 변경 (Boundary changes)이란 이름으로도 알려졌다.
2013년 1월 14일 귀족원 토론회에 이어서 제 6차 검토의 완료 시한을 변경하는 관련 제정법의 개정안이 69표차로 귀족원을 통과했다. 이는 노동당, 그리고 나중에는 자유민주당이 제정법에 반대하게 될 예상된 결과였다.
이어서 하원은 2013년 1월 29일에 표결을 통해, 2015년에 새로운 검토를 대신 시작해 2018년에 완료하기로 예정했다. 구획위원회들은 2013년 1월 31일 검토 취소를 발표했다. 원래대로라면 (2011년 의회투표제 선거구법의 제2장에 의해 개정된 1986년 의회선거구법 제 2조에 기반해) 2013년 10월까지 검토를 완료하도록 했지만, 2013년 선거등록 관리법이 의회투표제 선거구법을 개정하여 2018년까지 검토를 연기했다.

## 배경
제6차 정기심의는 잉글랜드 구획위원회 스코틀랜드 구획위원회, 북아일랜드 구획위원회, 웨일스 구획위원회가 2011년 3월 4일 개시했다. 이번 변경은 1986년 의회 선거구법을 개정한 2011년 의회투표제 선거구법에 따라 시행됐다. 2011년 의회투표제 선거구법의 제 2부 (이하 'PVSaCA')는 하원 선거구가 개별 구획위원회가 설정하는 방식에 대한 개정안을 다루고 있다. 각 위원회는 (1986년법의 제 2항 3조를 개정한 제 10항 3조에 근거해) 2013년 10월 1일까지 국무장관에게 최종 보고서를 의무적으로 작성해야 한다.
네 위원회가 검토를 개시한 뒤로부터 2년이 지난 2013년 1월에는 하원 표결로 인해 절차가 사실상 무산됐다.

### 검토 절차 변경
의회투표제 선거구법은 선거구 검토 방식에 대한 몇 가지 주요 사항을 변경했다.
선거구 수:
의회투표제 선거구법은 의회 선거구의 수를 2010년 총선보다 50개가 줄어든 600개로 명확히 규정해 놓았다 (제2조 1항). 선거구법 내에 정확한 수가 포함된 것은 이번이 처음이며, 각 위원회는 해당 수를 달리할 수 없게 되었다.
보다 공정한 선거구 획정:
섬 지역일 때와 같은 소수의 특별한 경우 (아래 참고)를 제외하고, 모든 선거구의 규모 (유권자 수)는 지정된 수에서 5% 내외여야 한다. 더불어 위원회 재량에 맡기는 경우는 없도록 했다.
보다 신속하고 정기적인 검토
1차 검토는 2013년까지 완료하도록 하여, 2015년 총선이 새 선거구로 치러질 수 있게 했다. 선거구법에서는 검토가 2015년 총선일로부터, 매 12~15년이던 기존 시한 대신에 매 5년으로 정했다. 이 일정이 지켜질 수 있도록  선거구 검토는 수년에 걸쳐 단계별로 진행되던 과거의 방식 대신, 전국에 걸쳐 일시에 진행될 예정이다.

### 유지된 선거구
의회투표제 선거구법은 섬 지역에 있는 선거구 네 곳을 '유지'토록 했는데, 해당 선거구는 다음과 같다.
- 오크니 셰틀랜드 선거구
- 너헬라넌어니어르 선거구
- 와이트 섬 경계 내의 두 선거구 (이전 총선까지 있었던 단일 와이트 섬 지역구를 강제 분할한 것)

## 일정

### 2011년 일정
각 구획위원회들은 2011년 3월 검토 절차 개시 동시 선언을 시작으로 선거구안 발전을 위한 일관된 수순을 밟았다.
먼저 영국의 각 지방에서 관련 위원회가 '임시안'을 발행하고, 지역 의회 청사와 웹상에서 열람할 수 있도록 했다. 그런 다음 게시일로부터 12주의 기간 동안 대중이 원안에 대해 찬성, 반대 혹은 대안을 제시하는 등 의견을 내놓도록 하였다. 이 기간 동안 전 지방에 걸쳐 공청회를 열어 대중의 대변이 이뤄지도록 했다. 이렇게 수렴된 의견서들은 12주 기간이 끝난 뒤 일반에게 공개됐다.
구획위원회는 모든 건의사항을 고려하고, 그렇게 해서 나온 수정안들은 앞으로 8주간 공공 협의를 더 진행하면서 발행할 예정이다. 다만 2차 공청회는 생략했다. 그런 다음 위원회가 최종안에 대해 결정을 내리게 된다.
스코틀랜드 구획위원회의 경우 다음과 같은 예상 일정을 따르기로 했다. 나머지 세 지방에서의 일정 역시 이와 비슷할 것으로 예측됐다. 잉글랜드 구획위원회는 2011년 10월 11일 맨체스터에서 공청회를 시작했고, 11월 17/18일에는 각각 달링턴과 엑스터에서 공청회를 진행했다.
- 검토 개시: 2011년 3월
- 초안 협의 (12 주): 2011년 9/10월 ~ 2012년 1월
- 공청회: 2011년 10/11월
- 건의 정밀 검토: 2012년 봄
- 수정안 협의 (8주): 2012년 11월 ~ 2013년 1월
- 보고서 제출: 2013년 여름

네 위원회는 2013년 10월까지 보고서를 제출해야 한다. 정부 측에서는 이런 다음 의회에서 2015년 5월 총선일까지 보고서를 승인해주길 희망했다. 그러나 2013년 1월 정부는 전 과정을 효율적으로 끝내도록 하는 위 일정표에 관한 표결에서 반대에 부딪혔고, 난항이 예상되었다.

### 2018년 일정
2016년 7월 잉글랜드 선거위원회는 2018년 정기심을 위한 지침서를 발행했다. 지침서에서 임시 권고안 수립날짜는 2016년 9월 12일부터로 정했다. 웨일스 선거위원회는 초안 수립일을 2016년 9월 13일로 목표를 잡았다.

## 의석 수
법으로 규정된 총 선거구 600곳은 영국의 네 지방에 다음의 표와 같이 배정되었다. 할당 후 잉글랜드 구획위원회는 잉글랜드 내 선거구의 수가 지역별로 세분화될 것이며, "각 선거구가 한 지역 내에 완전히 속하도록 하는 초안" 작성을 목표로 한다고 발표했다. 잉글랜드 내 각 지역별 의석 수 역시 아래에 나열되어 있다.

### 영국 전역
| 구성국             | 2010년 의석 수 | 유권자 수  | 배정 의석 수 | 변동 | 선거구 평균 크기 (명) |
| ------------------ | -------------- | ---------- | ------------ | ---- | --------------------- |
| 잉글랜드 *         | 532            | 38,332,557 | 500          | –32  | 76,665                |
| (아일오브와이트)   | 1              | 110,924    | 2            | +1   | 55,462                |
| 북아일랜드         | 18             | 1,190,635  | 16           | –2   | 74,415                |
| 스코틀랜드 *       | 57             | 3,873,387  | 50           | –7   | 77,468                |
| (오크니 셰틀랜드)  | 1              | 33,755     | 1            | —    | 33,755                |
| (너헬라넌어니어르) | 1              | 21,837     | 1            | —    | 21,837                |
| 웨일스             | 40             | 2,281,596  | 30           | –10  | 76,053                |
| 총합               | 650            | 45,844,691 | 600          | −50  | 76,408                |

* 현행 유지된 섬 지역 선거구 제외 수치

### 잉글랜드 내 지역
| 지역             | 2010년 의석 수 | 유권자 수  | 배정 의석 수 | 변동 | 선거구 평균 크기 (명) |
| ---------------- | -------------- | ---------- | ------------ | ---- | --------------------- |
| 이스트           | 58             | 4,280,707  | 56           | –2   | 76,441                |
| 이스트미들랜즈   | 46             | 3,361,089  | 44           | –2   | 76,388                |
| 런던             | 73             | 5,266,904  | 68           | –5   | 77,454                |
| 노스이스트       | 29             | 1,971,249  | 26           | –3   | 75,817                |
| 노스웨스트       | 75             | 5,253,019  | 68           | –7   | 77,250                |
| 사우스이스트 *   | 83             | 6,192,504  | 81           | –2   | 76,450                |
| 사우스웨스트     | 55             | 4,042,475  | 53           | –2   | 76,273                |
| 웨스트미들랜즈   | 59             | 4,115,668  | 54           | –5   | 76,216                |
| 요크셔험버       | 54             | 3,848,942  | 50           | –4   | 76,979                |
| (아일오브와이트) | 1              | 110,924    | 2            | +1   | 55,462                |
| 총합             | 533            | 38,443,481 | 502          | –31  | 76,581                |

* 현행 유지된 아일오브와이트 (와이트 섬) 선거구 제외 수치

## 예비 심사
네 위원회는 선거구 검토 이행 방식에 관한 해설서를 발간하고, 정당 대표들과 모임을 열어 작업해야 할 대상은 더욱 제한된 수칙을 염두에 두고 다룰 것임을 설명했다.
그 예로 잉글랜드 구획위원회는 회지에 다음과 같이 실었다. "본 위원회는 검토과정에 관심이 있으신 분들께서 선거구 규정수와 선거 동일 유권자수 목표치 5%가 '반드시' 적용되어야 할 법적 요건이며, 이 두가지 사항에 대한 재량은 '없다'는 것을 확실히 감안해 주시길 바랍니다."
2016년 2월 잉글랜드 구획위원회는 정당 대표들과의 모임에서 최종 결론을 발표하였는데, 2013년 검토는 2018년 검토의 기반이 되어서는 안 되며 필요한 곳에는 선거 행정구를 분할하는 방안을 고려할 것임을 확인했다. 2016년 7월 잉글랜드 위원회는 선거 행정구 분할에 대한 정책이 다음과 같다고 설명했다.
 잉글랜드 구획위원회 (이하 BCE)는 드문 경우... 행정구를 분할하는 것이 적절한... 예외적이고 부득이한 환경이 발생할 수 있음을 인정한다. 행정구 분할을 제안하는 모든 선거구 계획은 많은 증거와 정당한 근거를 제시해야 할 것이며, 이렇게 행정구가 분할되는 일은 그 횟수를 완벽히 최소한에 머무르도록 유지해야 할 것이다. BCE가 행정구 분할을 제안할 수 있는 환경의 예로는 다음을 들 수 있다: a) 한 지역 내에서 '전체 행정구'가 어떤 방식으로든 지역 연대를 특히 단절시키는 경우, b) 행정구를 분할하더라도 그 밖에 선거구 결속의 불필요한 변동으로 이어지는 큰 '도미노 효과'는 막을 수 있는 경우.

### 선거구 규모
그레이트브리튼에서는 각 선거구의 유권자 수가 72,810명을 넘어야 하며, 80,473명을 넘지 말아야 한다. 북아일랜드에서 적용되는 할당치는 이와 미세한 차이가 있는데 고정 유권자수 최소치가 70,583명이며, 최대치는 80,473명으로 같다.
선거구의 면적이 12,000km2를 넘을 경우에는 할당치가 적용되지 않으며 (새 <표2> 제 4조 2랑), 선거구의 면적은 13,000km2를 넘지 않도록 했다(새 <표 2> 제 4조 1항).

### 선거구의 구성
영국 의회의 선거구는 선거 행정구 (electoral wards)를 전부 하나로 묶어 만들어지는 것이 보통이다. 잉글랜드 구획위원회는 2013년 정기심에서 회지를 통해, 과거에는 모든 선거 행정구를 한 선거구의 기준으로 삼았지만 지금은 새로 제정된 법과 유권자 할당수 고정으로 인해 그런 방식은 더욱 어렵게 됐다고 밝혔다. 따라서 모든 선거 지역구를 넣지 않는다는 전제를 두고 선거구를 짜도록 방향을 잡았으며, "2010년 5월 6일 이후에 신설된 새 행정구 경계라면 적절하게 고려할 준비가 되어 있다"고 밝혔다. 잉글랜드 구획위원회는 "유권자 할당수에 최대한 맞도록 하기보다는 법령 기준범위 내에서 모든 선거구를 마련하는데 초첨을 두고 있다"고 대략 설명했다.
웨일스 구획위원회는 지난 3차, 4차, 5차 정기심의 동안에 선거구역 또는 선거 행정구를 분할한 것이 없음을 확인하고 이번 검토에서는 또다시 그렇게 하지 않는 것을 목표로 잡았다. 행정구 분할을 피하기 어렵거나 불가능한 상황에서는 그 구역의 모든 지역의회나 지역행정구를 기반으로 하기로 했다.
스코틀랜드 구획위원회는 기존의 선거구가 변경되지 않은 채로 남는 경우는 설상 있다 하더라도 그 수는 매우 적을 것이며, 새로운 선거구를 선거 행정구를 전부 다 포함하는 방식으로 전부 만드는 것은 "아닐 것"이라고 예상했다.  북아일랜드 위원회에서도 선거구를 변경 없이 유지하는 일은 "있다고 해도 소수일 것"이라 보았다.

### 내용주
1. ↑  ...[T]he BCE recognises that in a few cases there may be exceptional and compelling circumstances...that may make it appropriate to divide a ward. Strong evidence and justification will need to be provided in any constituency scheme that proposes to split a ward, and the number of such ward splits should be kept to an absolute minimum. Examples of circumstances in which the BCE might propose splitting a ward could include: a) where all the possible ‘whole ward’ options in an area would
significantly cut across local ties; or b) where splitting a single ward may prevent a significant ‘domino effect’ of otherwise unnecessary change to a chain of constituencies

### 참조주
1. ↑  Meeting with political parties April 2011 보관됨 2012-04-14 - 웨이백 머신 웨일스 구획위원회
2. ↑  UK Tory fury at boundary bill defeat 보관됨 2015-07-16 - 웨이백 머신 Press TV
3. ↑  Peers expected to block plan for fewer MPs The Daily Telegraph
4. ↑  Conservatives lose boundary review vote BBC News
5. 1 2  “Redrawing parliamentary constituencies begins”. 잉글랜드 구획위원회. 2011년 6월 22일에 원본 문서에서 보존된 문서. 2015년 7월 10일에 확인함.
6. 1 2  “Sixth Review of Westminster Constituencies”. 스코틀랜드 구획위원회. 2012년 9월 8일에 원본 문서에서 보존된 문서. 2015년 7월 10일에 확인함.
7. 1 2  Current Review 보관됨 2012-07-17 - 웨이백 머신 북아일랜드 구획위원회
8. 1 2  2013 Review (영어판) 보관됨 2011-07-09 - 웨이백 머신 웨일스 구획위원회
9. ↑  “Presentation to political parties May 2011” (PDF). 스코틀랜드 구획위원회. 2012년 10월 3일에 원본 문서 (PDF)에서 보존된 문서. 2011년 7월 3일에 확인함.
10. ↑  Boundary Commission for England: Public hearing dates and locations 보관됨 2011-07-25 - 웨이백 머신  - 잉글랜드 구획위원회
11. ↑  MPs vote on boundary changes: Politics live blog The Guardian - Live Blog
12. ↑  “Guide to the 2018 Review of Parliamentary constituencies” (PDF). 《Boundary Commission for England》. Boundary Commission for England. 2016년 7월 13일에 확인함.
13. ↑  “2018 Review: Boundary Commission for Wales”. 2016년 10월 18일에 원본 문서에서 보존된 문서. 2017년 2월 3일에 확인함.
14. ↑  “Sixth Review of Westminster Constituencies: Policies and Procedures” (PDF). 스코틀랜드 구획위원회. 2012년 10월 3일에 원본 문서 (PDF)에서 보존된 문서. 2011년 7월 3일에 확인함.
15. ↑  “A guide to the 2013 Review” (PDF). 잉글랜드 구획위원회. 2011년 8월 9일에 원본 문서 (PDF)에서 보존된 문서. 2011년 7월 3일에 확인함.
16. 1 2  Newsletter 2[깨진 링크] Boundary Commission for England
17. ↑  《Boundary Commission for England》. Boundary Commission for England http://boundarycommissionforengland.independent.gov.uk/data-and-resources/commission-meetings/. 2016년 4월 30일에 확인함. |제목=이(가) 없거나 비었음 (도움말)
18. ↑  《Boundary Commission for England》 (PDF). Boundary Commission for England http://boundarycommissionforengland.independent.gov.uk/wp-content/uploads/2016/07/2016-07-11-Guide-to-2018-review-Final-Version.pdf. 2016년 7월 13일에 확인함. |제목=이(가) 없거나 비었음 (도움말)
19. ↑  보관됨 2011-07-28 - 웨이백 머신 잉글랜드 내 신설 선거구 개요 (Drawing up of new parliamentary constituencies in England)] [깨진 링크] SouthamNews
20. 1 2  FAQs 보관됨 2011-05-15 - 웨이백 머신 - 북아일랜드 구획위원회.
21. ↑  Newsletter 3 보관됨 2011-08-04 - 웨이백 머신 Boundary Commission for England
22. ↑  Questions and Answers 보관됨 2012-09-08 - 웨이백 머신 Boundary Commission for Scotland